# Antilopini
Antilopini é uma tribo de bovídeos da subfamília Antilopinae, que contém 13 gêneros vivos, além de diversos gêneros e espécies extintas.

## Classificação
A tribo Antilopini é dividida em 13 gêneros e 39 espécies, incluindo 1 extinta recentemente.
- Gênero Ammodorcas
  - Ammodorcas clarkei — Gazela-de-clark
- Gênero Antidorcas
  - Antidorcas marsupialis — Cabra-de-leque
- Gênero Antilope
  - Antilope cervicapra — Antílope-negro
- Gênero Dorcatragus
  - Dorcatragus megalotis — Beira
- Gênero Eudorcas
  - Eudorcas albonotata — Gazela-de-mongalla
  - Eudorcas rufifrons — Gazela-de-fronte-vermelha
  - †Eudorcas rufina — Gazela-vermelha
  - Eudorcas thomsonii — Gazela-de-thomson
  - Eudorcas tilonura — Gazela-eritreia
- Gênero Gazella
  - Gazella arabica — Gazela-árabe
  - Gazella bennettii — Gazela-indiana
  - Gazella cuvieri — Gazela-de-cuvier
  - Gazella dorcas — Gazela-dorcas
  - Gazella gazella — Gazela-da-montanha
  - Gazella leptoceros — Gazela-branca
  - Gazella marica — Gazela-árabe-do-deserto
  - Gazella spekei — Gazela-de-speke
  - Gazella subgutturosa — Gazela-persa
- Gênero Litocranius
  - Litocranius walleri — Gazela-girafa
- Gênero Madoqua
  - Madoqua cavendishi — Dik-dik-de-naivasha
  - Madoqua damarensis — Dik-dik-de-damara
  - Madoqua guentheri — Dik-dik-de-günther
  - Madoqua kirkii — Dik-dik-de-kirk
  - Madoqua piacentinii — Dik-dik-prateado
  - Madoqua saltiana — Dik-dik-de-salt
  - Madoqua thomasi — Dik-dik-de-ugogo
- Gênero Nanger
  - Nanger dama — Gazela-dama
  - Nanger granti — Gazela-de-grant
  - Nanger notatus — Gazela-de-bright
  - Nanger petersii — Gazela-de-peters
  - Nanger soemmerringii — Gazela-de-sömmerring
- Gênero Ourebia
  - Ourebia ourebi — Oribi
- Gênero Procapra
  - Procapra gutturosa — Gazela-mongol
  - Procapra picticaudata — Gazela-tibetana
  - Procapra przewalskii — Gazela-de-przewalski
- Gênero Raphicerus
  - Raphicerus campestris — Rafícero-campestre
  - Raphicerus melanotis — Rafícero-do-cabo
  - Raphicerus sharpei — Rafícero-de-sharpe
- Gênero Saiga
  - Saiga tatarica — Saiga